# Danmark ved sommer-OL 1912
Danmark deltog i sommer-OL 1912 med 152 sportsudøvere. 151 mænd og 1 kvinde fra Danmark deltog i 13 sportsgrene ved legene i Stockholm. Tennisspilleren Sofie Castenschiold blev Danmarks første kvindelige OL-deltager, og hun vandt sølv i damesingle. Danmark kom på en fjortendeplads med en guld-, seks sølv- og fem bronzemedaljer. 

## Medaljer
| 1912 Stockholm | Guld | Sølv | Bronze | Total |
| Danmark        | 1    | 6    | 5      | 12    |

## Medaljevindere
| Danmark ved sommer-OL 1912 i Stockholm | Danmark ved sommer-OL 1912 i Stockholm | Danmark ved sommer-OL 1912 i Stockholm | Danmark ved sommer-OL 1912 i Stockholm | Danmark ved sommer-OL 1912 i Stockholm |
| Medaljer                               | Udøver | Sport                                  | Øvelse                                 |                                        |
| -------------------------------------- | --- | -------------------------------------- | -------------------------------------- | -------------------------------------- |
| Guld                                   | Ejler Allert Jørgen Hansen Carl Møller Carl Frederik Pedersen Poul Hartmann | Roning                                 | Firer med styrmand, indrigger          |                                        |
| Sølv                                   | Sofie Castenschiold | Tennis                                 | Damesingle, indendørs                  |                                        |
| Sølv                                   | Lars Jørgen Madsen | Skydning                               | Fri riffel, 300 m, 3 stillinger        |                                        |
| Sølv                                   | Ivan Osiier | Fægtning                               | Kårde                                  |                                        |
| Sølv                                   | Steen Herschend Hans Meulengracht-Madsen Sven Bernth Thomsen | Sejlsport                              | 6-meterklassen                         |                                        |
| Sølv                                   | Paul Berth Charles Buchwald Hjalmar Christoffersen Harald Hansen Sophus Hansen Emil Jørgensen Ivar Lykke Nils Middelboe Sophus Nielsen Poul Nielsen Oscar Nielsen Anthon Olsen Axel Petersen Axel Thufason Vilhelm Wolfhagen | Fodbold                                |                                        |                                        |
| Sølv                                   | Peder Villemoes Andersen Valdemar Bøggild Søren Peter Christensen Ingvald Eriksen George Falcke Torkild Garp Hans Trier Hansen Johannes Hansen Rasmus Hansen Jens Kristian Jensen Søren Alfred Jensen Karl Kirk Jens Kirkegaard Olaf Kjems Carl Larsen Jens Peter Laursen Marius Lefèvre Povl Mark Einar Olsen Hans Pedersen Hans Eiler Pedersen Olaf Pedersen Peder Larsen Pedersen Aksel Sørensen Martin Thau Søren Thorborg Kristen Vadgaard Johannes Vinther | Gymnastik                              | Hold, svensk system                    |                                        |
| Bronze                                 | Søren Marius Jensen | Brydning                               | Græsk-romersk brydning, Sværvægt       |                                        |
| Bronze                                 | Niels Larsen | Skydning                               | Fri riffel, 300 m, 3 stillinger        |                                        |
| Bronze                                 | Erik Bisgaard Rasmus Peter Frandsen Mikael Simonsen Poul Thymann Eigil Clemmensen | Roning                                 | Firer med styrmand                     |                                        |
| Bronze                                 | Ole Olsen Lars Jørgen Madsen Niels Larsen Niels Andersen Laurits Larsen Jens Hajslund | Skydning                               | Fri riffel, hold                       |                                        |
| Bronze                                 | Axel Andersen Hjalmart Andersen Halvor Birch Wilhelm Grimmelmann Arvor Hansen Christian Hansen Aage Marius Hansen Charles Jensen Hjalmar Peter Johansen Poul Preben Jørgensen Carl Krebs Viggo Meulengracht-Madsen Lukas Nielsen Rikard Nordstrøm Steen Lerche Olsen Oluf Olsson Carl Pedersen Oluf Kristian Pedersen Niels Petersen Christian Svendsen | Gymnastik                              | Hold, frit system                      |                                        |